# Schizoglossum graminifolium
Schizoglossum graminifolium là một loài thực vật có hoa trong họ La bố ma. Loài này được C.Norman miêu tả khoa học đầu tiên năm 1929.